# Viva Africando
Albums de Africando
Africando Best-Of
(2007)
Viva Africando est le dernier album du groupe Africando sorti en 2013 et cet album fête les 20 ans d'Africando.

## Listes des pistes
| No  | Titre                                           | Auteur                                                  | Durée |
| --- | ----------------------------------------------- | ------------------------------------------------------- | ----- |
| 1.  | Deni Sabali                                     | Amadou Balaké                                           | 4:15  |
| 2.  | Xalass Xalass                                   | Bassirou Sarr                                           | 4:45  |
| 3.  | Doundari                                        | Sekouba Bambino                                         | 4:15  |
| 4.  | Xam Sa Bop                                      | James Gadiaga                                           | 5:01  |
| 5.  | Es Para Ti Gnonnas (en hommage à Gnonnas Pédro) | Jos Spinto                                              | 4:09  |
| 6.  | En Vacances                                     | Eugène Shoubou                                          | 5:14  |
| 7.  | Maria Mboka                                     | Nkalulu Lokombe                                         | 4:11  |
| 8.  | Ma Won Mio                                      | Jos Spinto                                              | 5:15  |
| 9.  | Yen Djiguegny                                   | Pascal Dieng                                            | 6:11  |
| 10. | Noche Con Santana                               | René Cabral ft Eddie Zervigon                           | 7:57  |
| 11. | Destino                                         | Raymond Fernandes                                       | 5:27  |
| 12. | Bouré Yayé Diama                                | Medoune Diallo                                          | 5:14  |
| 13. | Africa Es "Tribute To Africando"                | Ray De La Paz Performed By The Spanish Harlem Orchestra | 5:43  |

## Musiciens ayant participé dans cet album

### Chanteur d'Africando
- Amadou Balaké
- Pascal Dieng
- Médoune Diallo
- Bassirou Sarr
- Joe King
- Eugène Shoubou
- Sekouba Bambino

### Invité
- James Gadiaga
- Jos Spinto
- Nkalulu Lokombe
- René Cabral
- Eddie Zervigon
- Raymond Fernandes
- Ray De La Paz
- The Spanish Harlem Orchestra